# Jelle Tassyns
Jelle Tassyns (Dendermonde, 21 juni 1979) is een eigentijds Belgisch componist, fluitist en pianist.

## Levensloop
Tassyns kreeg zijn basisopleiding aan de muziekschool van Dendermonde. Vervolgens werd hij opgeleid aan de Kunsthumaniora te Gent en studeerde daarna compositie bij Luc Van Hove en harmonie, contrapunt en fuga bij Peter Thomas aan het Koninklijk Vlaams Conservatorium te Antwerpen. Aldaar behaalde hij zijn Master in Music in compositie in 2003 en een jaar later het specialisatie diploma compositie. Verder volgde hij nog lessen en masterclasses bij onder andere Jan Van der Roost, Mathias Pintscher, Wolfgang Rihm, Marco Stroppa, Erik-Sven Tuur, Ladislav Kubik (Universiteit van Florida in Gainesville (Florida)) en Tonu Korvits in (Estland).
Jelle Tassyns werkt of werkte regelmatig samen met verschillende ensembles, zoals het SWR Radio Orchester Stuttgart, het Vlaams Radio Orkest (nu de Brussels Philharmonic), het Filharmonisch Orkest van Vlaanderen (nu het Antwerp Symphony Orchestra), het Collegium Instrumentale Brugensis (nu Het Kamerorkest), het Vlaams Harmonie Orkest, Harmonie Orkest Vooruit Harelbeke, Banda della Polizia di Statto, Rundfunk Bläsorchester Leipzig, FSU String Quartet (VS), ALEA III (VS), het HERMESensemble, Spectra ensemble, ensemble Resonance (Zwitserland) en Capella Di Voce.
Voor het Koninklijk Harmonieorkest Vooruit uit Harelbeke schreef hij de compositie Stax, die als een symbiose van de ritmische pulsaties en de polyritmiek uit de funk en de hedendaagse muziek aangezien worden kan. Dit werk is intussen op DVD opgenomen door een live-uitvoering tijdens het Wereld Muziek Concours in Kerkrade in 2009.

## Composities

### Werken voor harmonieorkest
- 2003 Contrafacta (Kamersymfonie nr. 1), voor piccolo, dwarsfluit, hobo, 4 klarinetten, basklarinet, 3 saxofoons, contrabas en slagwerk (won in 2003 de 1e prijs bij de Hilvarenbeekse Muziekprijs)
- Ouverture to the three angels, voor harmonieorkest
- Stax, voor harmonieorkest
- Vocalise, voor klarinettenkoor